# David Martinetti
David Martinetti (ur. 22 czerwca 1970 w Martigny) – szwajcarski zapaśnik walczący w stylu klasycznym. Olimpijczyk z Barcelony 1992, gdzie zajął dziewiąte miejsce w kategorii 82 kg. Pięć razy brał udział w mistrzostwach świata a jego najlepszy wynik to jedenaste miejsce w 1991 i 1995. Dziewiąty zawodnik mistrzostw Europy w 1995 roku.
- Turniej w Barcelonie 1992

Pokonał z Argentyńczyka Diego Potapa i Amerykanina Dana Hendersona, a przegrał z Czechosłowakiem Pavlem Frintą i Piotrem Stępniem.
Jest kuzynem Grégory Martinettiego; siostrzeńcem Étienne Martinettiego i Jimma Martinettiego, zapaśników i olimpijczyków.